# 梦滩站
夢灘站（：／ Mongtan yeok */?）是位于韩国全罗南道务安郡夢灘面夢灘路的一个车站，属于湖南线。

## 历史
- 1913年5月15日 - 落成使用[1]。

## 车站周边
- 梦滩初等学校

## 相鄰車站
韓國鐵道公社
湖南線
務安－夢灘－一老